# Jiří Cerha
Jiří Cerha (10. června 1943 Praha – 26. října 2021 Praha) byl český zpěvák, hudební skladatel a pedagog, dlouholetý člen skupin C&K Vocal a Spirituál kvintet.
Komponování a zpěv vyučoval na pražské konzervatoři. Jakožto hudební skladatel se zabýval scénickou hudbou a zhudebňováním různých klasických literárních a dramatických děl světové literatury – např. Shakespearových Sonetů v překladu Martina Hilského a dalších.
Se skupinou C&K Vocal, kterou v roce 1969 založil společně s Ladislavem Kantorem, vydal 10 alb. Se Spirituál kvintetem album Křídla holubic a s Petrem Skoumalem účinkoval i na albu Kdyby prase mělo křídla.
Před svou smrtí stihl v říjnu 2021 vystoupit na závěrečných koncertech Spirituál kvintetu. Zemřel 26. října 2021 v Praze. Pohřben byl na Vinohradském hřbitově.